# Margattea albovittata
Margattea albovittata är en kackerlacksart som beskrevs av Hanitsch 1929. Margattea albovittata ingår i släktet Margattea och familjen småkackerlackor. Inga underarter finns listade i Catalogue of Life.